# Artur Brabant

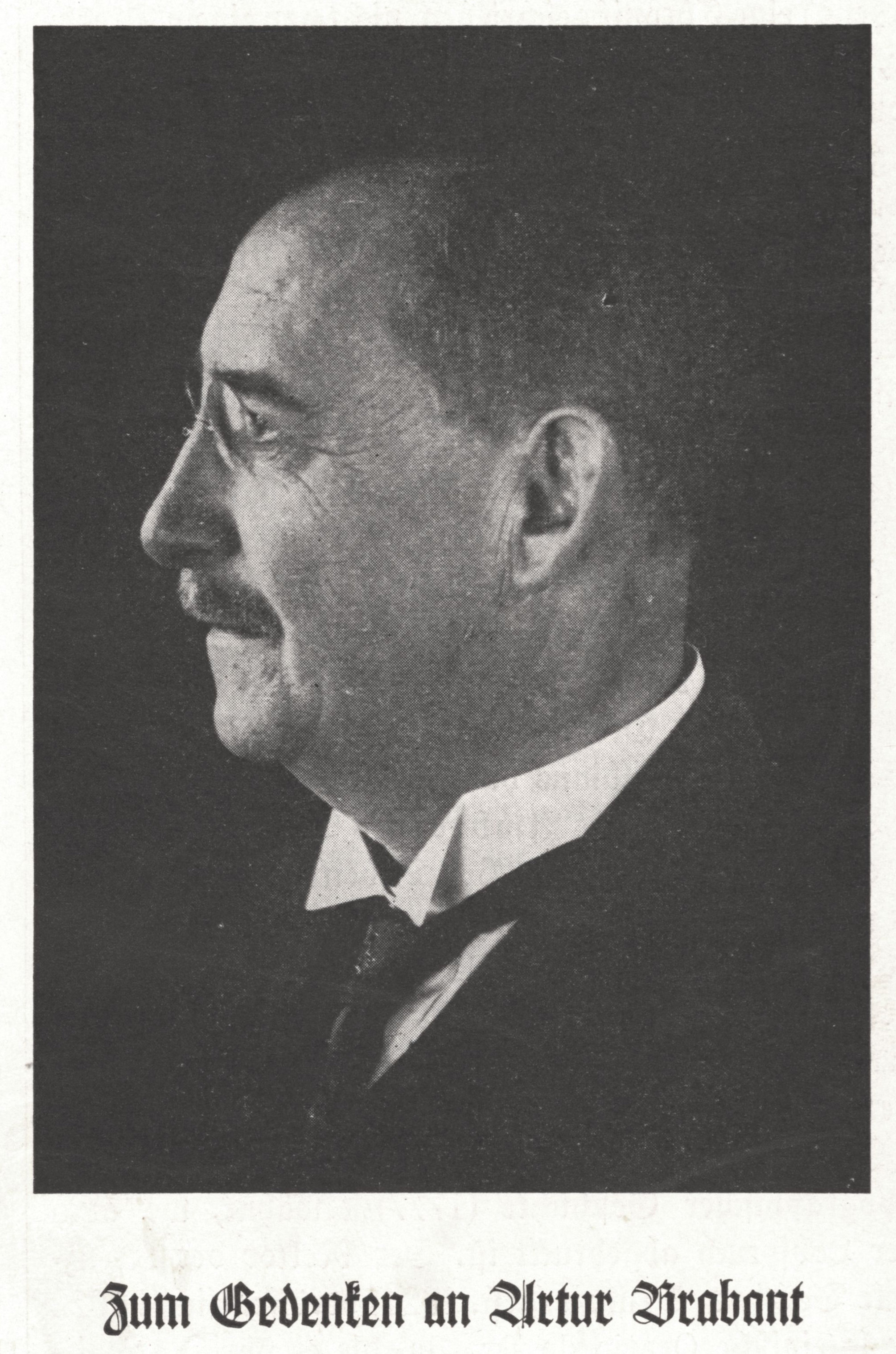
Artur Brabant

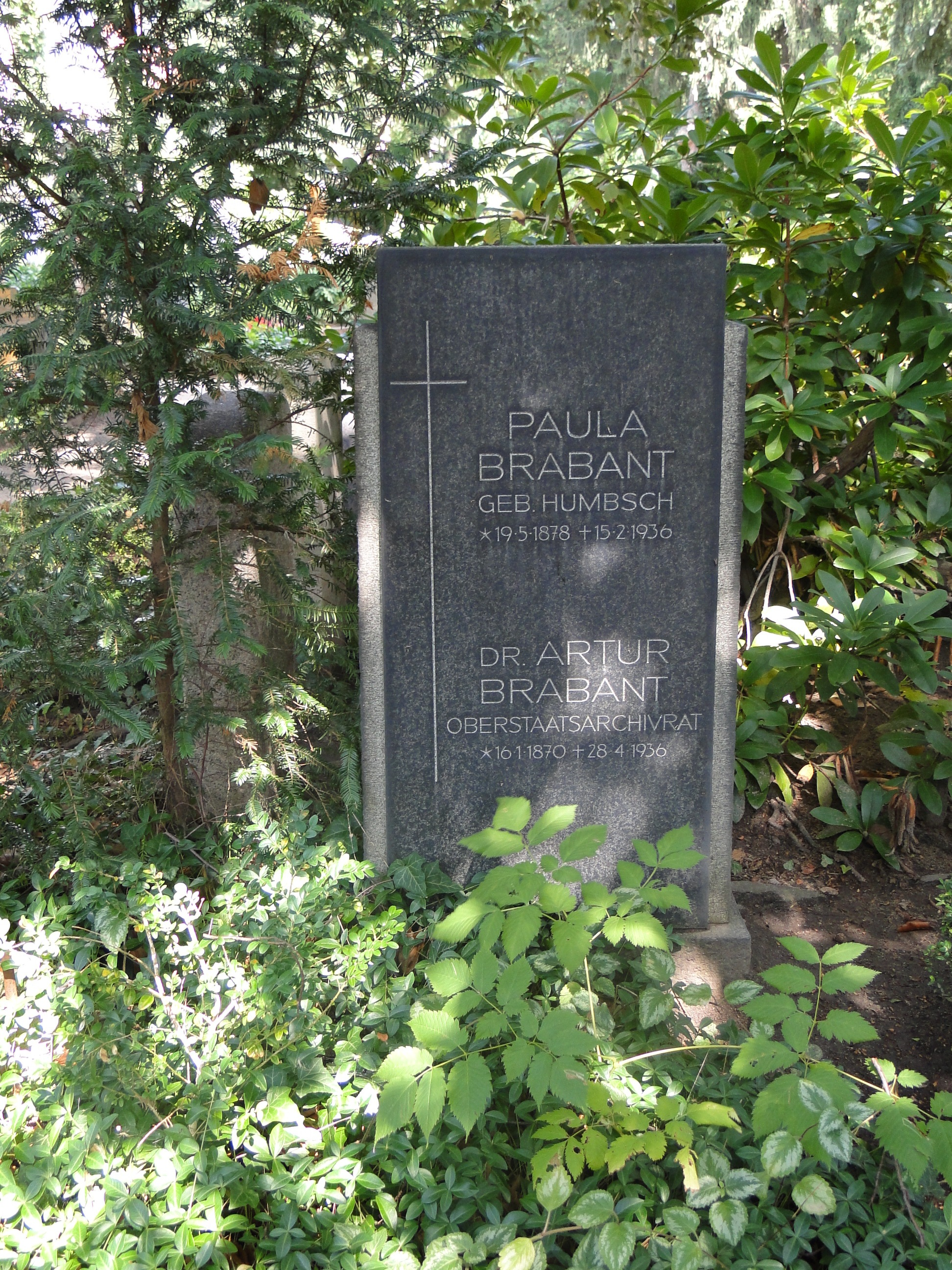
Grab von Artur Brabant auf dem Loschwitzer Friedhof

Ernst Artur Brabant (* 16. Januar 1870 in Döbeln; † 28. April 1936 in Dresden) war ein deutscher Archivar und Historiker, der in den 1930er Jahren die Reihe Geschichtliche Wanderfahrten herausgab und als Oberstaatsarchivar in Dresden arbeitete. Von 1914 bis zu seinem Tod 1936 war er Vorsitzender des Vereins für Geschichte Dresdens. Sein Grab befindet sich auf dem Loschwitzer Friedhof.
Zu seinen Werken zählen auch die Herausgabe der Erinnerungen von Otto Richter, die interessant vor allem auch in Bezug auf dessen Studium in Leipzig sind. Brabant verdanken wir hier eine wichtige Quelle nicht nur zu Richter selbst, sondern auch zum Lehrbetrieb der Universität Leipzig in der zweiten Hälfte des 19. Jahrhunderts. Vieles hatte Richter über den Professor für die Historischen Hilfswissenschaften Heinrich Wuttke mitzuteilen. Aber auch Bemerkungen zu Georg Voigt, Hermann Langer und Wilhelm Roscher enthält dieses Werk.

## Werke (Auswahl)
- Das Heilige Römische Reich teutscher Nation im Kampfe mit Friedrich dem Großen. Drei Bände. Paetel, Berlin 1904–1931.
- Deutsche Schlachtfelder. Ereignisse und Wanderfahrten. Köhler, Dresden
  - Bd. 1: Kesselsdorf und Maxen. Zwei Winterschlachten bei Dresden, 1912.
  - Bd. 3: In und um Dresden 1813, 1913.
- Generaloberst Max Freiherr von Hausen. Ein deutscher Soldat, Dresden 1926. Digitalisat
- (Hrsg.): Im Banne Napoleons. Aus den Erinnerungen des Sächsischen Generalleutnants und Generaladjutanten des Königs Ferdinand von Funck; nach der im Sächsischen Hauptstaatsarchive verwahrten Urschrift. Aretz, Dresden 1928.
- Der Große Garten und seine Umgebung als Kampfplatz (= Geschichtliche Wanderfahrten, Bd. 1). Dresden 1930.
- Die Katzenhäuser bei Nossen. Sachsens größte Feldbefestigung 1759–62, Dresden 1934.